# KSK Rochade Eupen-Kelmis
KSK Rochade Eupen-Kelmis – belgijski klub szachowy z siedzibą w Eupen, ośmiokrotny mistrz kraju.

## Historia
Klub powstał w 1989 roku z połączenia SK Rochade 1958 Eupen i SK Kelmis. W latach 1994–2001 zespół ośmiokrotnie z rzędu zdobył tytuł mistrza Belgii. W latach 2005–2006 i 2008 zespół zdobył wicemistrzostwo kraju, a w latach 2004, 2007, 2009, 2011, 2014 i 2022 – trzecie miejsce.
Klub wielokrotnie występował w Pucharze Europy, debiutując w tych rozgrywkach w 1994 roku. W 1996 roku zespół wyszedł z grupy, zajmując 14. miejsce w klasyfikacji końcowej. W 2000 roku klub był 20., a w sezonie 2004 – trzynasty.

## Arcymistrzowie w historii klubu
- Daniel Alsina Leal[13]
- Siergiej Azarow[14]
- Dávid Bérczes[15]
- / Aleksander Bierełowicz[16]
- Twan Burg[15]
- Władimir Czuczełow[16]
- Daniel Dardha[15]
- Jean-Marc Degraeve[17]
- Alexandre Dgebuadze[17]
- Serhij Fedorczuk[18]
- Michaił Fejgin[16]
- Miklós Galyas[15]
- / Igor Glek[16]
- Michaił Gurewicz[16]
- Florian Handke[19]
- Andrej Kawalou[20]
- / Siergiej Kiszniew[16]
- Oleg Korniejew[21]
- Erwin l'Ami[22]
- Feliks Lewin[23]
- Władimir Łazariew[24]
- Olivér Mihók[15]
- Gábor Nagy[15]
- Parimarjan Negi[25]
- Roeland Pruijssers[15]
- Igors Rausis[26]
- Aleksandr Riazancew[27]
- Michaił Saltajew[16]
- Sebastian Siebrecht[16]
- Loek van Wely[26]
- Rafajel Wahanian[26]
- Max Warmerdam[15]
- Luc Winants[16]
- Andrej Żyhałka[28]